# هیولای کوچک من
هیولای کوچک من (به انگلیسی: My Little Monster) مجموعه مانگا ژاپنی نوشته و تصویرسازی شده توسط روبیکو است که از ۲۳ اوت ۲۰۰۸ تا ۲۴ ژوئن ۲۰۱۳ در مجله Dessert منتشر شد. داستان دربارهٔ رابطه دختری به نام شیزوکو میزوتانی و پسری به نام هارو یوشیدا است. مجموعه تلویزیونی انیمه اقتباسی ساخته استودیو برینز بیس از ۲ اکتبر تا ۲۵ دسامبر ۲۰۱۲ پخش شد.

## داستان
داستان دربارهٔ دختری به نام شیزوکو میزوتانی است که مطلقاً هیچ علاقه ای جز مطالعه و برنامه‌هایش برای آینده ندارد و پسری به نام هارو یوشیدا که در کلاس کنار شیزوکو می‌نشیند اما به ندرت به مدرسه می‌رود. پس از اینکه شیزوکو وظیفه تحویل پرینت‌های کلاس را به خانه هارو می‌دهد، با هارو آشنا می‌شود که بلافاصله به عنوان یک دوست با او سلام می‌کند و رابطه جدیدشان را آغاز می‌کنند. شیزوکو تحت نام مستعاد «یخ خشک» به عنوان دختری بی‌احساس و سرد در مدرسه مشهور است. با این حال، هنگامی که او با هارو ملاقات می‌کند، از بی گناهی و عدم آگاهی او در مورد روابط انسانی متأثر می‌شود. اگرچه هارو به عنوان یک هیولای خشن و غیرقابل کنترل شناخته می‌شود، اما در واقع مهربان و خوش قلب است. هارو بلافاصله عشق خود را به شیزوکو اعتراف می‌کند، اما مدت زیادی طول می‌کشد تا شیزوکو احساسات خود را نسبت به هارو درک کند و بپذیرد. آنها با هم، به عنوان دو موجودی که قبلاً ضد اجتماعی بودند، به یکدیگر کمک می‌کنند تا یاد بگیرند که چگونه از یکدیگر مراقبت کنند و با دوستان و خانواده خود ارتباط برقرار کنند.